# Paragneiss
Una paragneiss è un tipo di Gneiss, cioè una roccia metamorfica di grado medio-alto, che deriva dal metamorfismo di una roccia sedimentaria a grana abbastanza fine (pelite) o più grossolana arenaria.

Come gli ortogneiss ha una tessitura che comporta l'isoorientazione dei minerali e che può determinare un certo grado di scistosità.